# 小島耕司
小島 耕司（こじま こうじ、1939年〈昭和14年〉 - ）は日本映画の美術スタッフ。茨城県出身。

## 経歴
1961年に特殊効果の太平二郎からの紹介で東宝に入社。背景美術の鈴木福太郎に師事し、背景専門の絵描きとして活躍。1970年、特殊美術課の解散と同時に東宝美術に移籍、背景の第一人者となる。
特撮映画では、怪獣などの塗装も手掛けた。

## 主な作品
| 公開年月日     | 作品名                                     | 制作（配給）                                                | 役職 |
| -------------- | ------------------------------------------ | ----------------------------------------------------------- | ---- |
| 1962年3月21日  | 妖星ゴラス                                 | 東宝 （東宝）                                               | 背景 |
| 1962年3月21日  | 紅の空                                     | 東宝 （東宝）                                               | 背景 |
| 1962年8月11日  | キングコング対ゴジラ                       | 東宝 （東宝）                                               | 背景 |
| 1963年1月3日   | 太平洋の翼                                 | 東宝 （東宝）                                               | 背景 |
| 1963年5月29日  | 青島要塞爆撃命令                           | 東宝 （東宝）                                               | 背景 |
| 1963年8月11日  | マタンゴ                                   | 東宝 （東宝）                                               | 背景 |
| 1963年10月26日 | 大盗賊                                     | 東宝 （東宝）                                               | 背景 |
| 1963年12月22日 | 海底軍艦                                   | 東宝 （東宝）                                               | 背景 |
| 1964年1月13日  | 士魂魔道 大龍巻                            | 宝塚映画 （東宝）                                           | 背景 |
| 1964年4月29日  | モスラ対ゴジラ                             | 東宝 （東宝）                                               | 背景 |
| 1964年8月11日  | 宇宙大怪獣ドゴラ                           | 東宝 （東宝）                                               | 背景 |
| 1964年12月20日 | 三大怪獣 地球最大の決戦                    | 東宝 （東宝）                                               | 背景 |
| 1965年6月19日  | 太平洋奇跡の作戦 キスカ                    | 東宝 （東宝）                                               | 背景 |
| 1965年8月8日   | フランケンシュタイン対地底怪獣             | 東宝 ベネディクト･プロ （東宝）                             | 背景 |
| 1965年10月31日 | 大冒険                                     | 東宝 渡辺プロダクション （東宝）                            | 背景 |
| 1965年12月19日 | 怪獣大戦争                                 | 東宝 ベネディクト･プロ （東宝）                             | 背景 |
| 1966年7月13日  | ゼロ・ファイター 大空戦                    | 東宝 （東宝）                                               | 背景 |
| 1966年7月31日  | フランケンシュタインの怪獣 サンダ対ガイラ  | 東宝 ベネディクト･プロ （東宝）                             | 背景 |
| 1966年12月17日 | ゴジラ・エビラ・モスラ 南海の大決闘        | 東宝 （東宝）                                               | 背景 |
| 1967年7月22日  | キングコングの逆襲                         | 東宝 ランキン・バス・プロダクション （東宝）                | 背景 |
| 1967年12月16日 | 怪獣島の決戦 ゴジラの息子                  | 東宝 （東宝）                                               | 背景 |
| 1968年8月1日   | 怪獣総進撃                                 | 東宝 （東宝）                                               | 背景 |
| 1968年8月14日  | 連合艦隊司令長官 山本五十六                | 東宝 （東宝）                                               | 背景 |
| 1969年7月26日  | 緯度0大作戦                                | 東宝 ドン・シャーププロ （東宝）                            | 背景 |
| 1969年8月13日  | 日本海大海戦                               | 東宝 （東宝）                                               | 背景 |
| 1969年12月20日 | ゴジラ・ミニラ・ガバラ オール怪獣大進撃    | 東宝 （東宝）                                               | 背景 |
| 1970年8月1日   | ゲゾラ・ガニメ・カメーバ 決戦!南海の大怪獣 | 東宝 （東宝）                                               | 背景 |
| 1971年7月24日  | ゴジラ対ヘドラ                             | 東宝 （東宝）                                               | 背景 |
| 1971年7月17日  | 激動の昭和史 沖縄決戦                      | 東宝 （東宝）                                               | 背景 |
| 1972年3月12日  | 地球攻撃命令 ゴジラ対ガイガン              | 東宝 （東宝）                                               | 背景 |
| 1973年3月17日  | ゴジラ対メガロ                             | 東宝映像 （東宝）                                           | 背景 |
| 1973年9月8日   | 人間革命                                   | 東宝映像 シナノ企画 （東宝）                                | 背景 |
| 1973年12月29日 | 日本沈没                                   | 東宝映画 東宝映像 （東宝）                                  | 背景 |
| 1974年3月21日  | ゴジラ対メカゴジラ                         | 東宝映像 （東宝）                                           | 背景 |
| 1974年8月3日   | ノストラダムスの大予言                     | 東宝映画 東宝映像 （東宝）                                  | 背景 |
| 1974年12月28日 | エスパイ                                   | 東宝映像 （東宝）                                           | 背景 |
| 1975年3月15日  | メカゴジラの逆襲                           | 東宝映像 （東宝）                                           | 背景 |
| 1975年7月12日  | 東京湾炎上                                 | 東宝映画 東宝映像 （東宝）                                  | 背景 |
| 1976年6月19日  | 続・人間革命                               | 東宝映像 シナノ企画 （東宝）                                | 背景 |
| 1976年10月2日  | 大空のサムライ                             | 東宝映画 （東宝）                                           | 背景 |
| 1977年12月17日 | 惑星大戦争                                 | 東宝映画 （東宝）                                           | 背景 |
| 1978年8月12日  | 火の鳥                                     | 東宝 火の鳥プロダクション （東宝）                          | 背景 |
| 1980年8月30日  | 地震列島                                   | 東宝映画 （東宝）                                           | 背景 |
| 1981年8月8日   | 連合艦隊                                   | 東宝映画 （東宝）                                           | 背景 |
| 1984年3月17日  | さよならジュピター                         | 東宝映画 イオ （東宝）                                      | 背景 |
| 1984年8月11日  | 零戦燃ゆ                                   | 東宝映画 （東宝）                                           | 背景 |
| 1984年12月15日 | ゴジラ                                     | 東宝映画 （東宝）                                           | 背景 |
| 1987年9月26日  | 竹取物語                                   | フジテレビ 東宝映画 （東宝）                                | 背景 |
| 1988年9月17日  | アナザーウェイ D機関情報                   | タキエンタープライズ （東宝東和）                           | 背景 |
| 1989年7月22日  | ガンヘッド                                 | 東宝 サンライズ バンダイ 角川書店 IMAGICA 東宝映画 （東宝） | 背景 |
| 1989年12月16日 | ゴジラvsビオランテ                         | 東宝映画 （東宝）                                           | 背景 |
| 1991年12月14日 | ゴジラvsキングギドラ                       | 東宝映画 （東宝）                                           | 背景 |
| 1992年12月12日 | ゴジラvsモスラ                             | 東宝映画 （東宝）                                           | 背景 |
| 1993年12月11日 | ゴジラvsメカゴジラ                         | 東宝映画 （東宝）                                           | 背景 |
| 1994年7月9日   | ヤマトタケル                               | 東宝映画 （東宝）                                           | 背景 |
| 1994年12月10日 | ゴジラvsスペースゴジラ                     | 東宝映画 （東宝）                                           | 背景 |
| 1995年12月9日  | ゴジラvsデストロイア                       | 東宝映画 （東宝）                                           | 背景 |
| 1996年12月14日 | モスラ                                     | 東宝映画 （東宝）                                           | 背景 |
| 1997年12月13日 | モスラ2 海底の大決戦                       | 東宝映画 （東宝）                                           | 背景 |
| 1998年12月12日 | モスラ3 キングギドラ来襲                   | 東宝映画 （東宝）                                           | 背景 |